# Big Youth
Big Youth, nome artístico de Manley Augustus Buchanan (Trenchtown, Kingston, 19 de Abril de 1949) é um deejay de reggae, notório pelos seus trabalho na década de 1970.

## Biografia

### Início
Antes de entrar para carreira musical, foi mecânico especializado em veículo diesel no Kingston's Sheraton Hotel, quando desenvolveu seus primeiros hitsenquanto trabalhava, e foi cunhado o apelido de "Big Youth" por seus companheiros de trabalho. Início sua performance com danças, inicialmente influenciado por U-Roy, onde teve contato com sistema de som em 1970, como DJ residente, atraiu atenção de produtores de Kingston . Suas primeiras canções foram com parcerias de Jimmy Radway ("The Best Big Youth"), Lee Perry ("Moving Version") e Phil Pratt ("Tell It Black"), não obtendo independencia artística e financeira. Artista do gênero toaster.

## Discografia
- Chi Chi Run – Fab 1972 (feat. Big Youth on four out of eleven tracks)
- Screaming Target – Trojan 1973
- Reggae Phenomenon – Augustus Buchanen 1974
- Dreadlocks Dread – Klick 1975
- Cool Breeze – Ride Like Lightning – The Best of Big Youth 1972–1976
- Natty Cultural Dread – Trojan 1976
- Hit the Road Jack – Trojan 1976
- Reggae Gi Dem Dub – Nicola Delita 1978
- Isaiah First Prophet of Old – Nicola Delita, Caroline Records 1978
- Progress – Nicola Delita 1979
- Rock Holy - Negusa Negast 1980
- Some Great Big Youth – Heartbeat 1981
- Chanting Dread Inna Fine Style – Heartbeat 1982
- Live at Reggae Sunsplash – Genes 1983
- A Luta Continua (The Struggle Continue) – Heartbeat 1985
- Manifestation – Heartbeat 1988
- Jamming in the House of Dread – Danceteria 1991
- Higher Grounds – JR, VP Records 1995
- Save the children – Declic 1995
- Natty Universal Dread 1973–1979 – Blood & Fire 2000
- Musicology – Steven Stanley's studios (Tuff Gong) 2006